# Svartkummin
Svartkummin (latin: Nigella sativa) är en ettårig ranunkelväxt med ursprung i sydvästra Asien. Dess frön, kalonji, o.k.s. charnushka, används i olika typer av matlagning och ibland i örtläkemedel, och växten har en lång historia som medicinalväxt i Egypten. Växten har gått under många namn, bland annat svartkummin, men är trots det inte närmare besläktad med kummin. Andra svenska namn för fröna är lökfrön och helvetesfrön.

## Olika namn
Det vetenskaplig namnet är baserat på latinets ord för "svart" (niger).
Växten har på svenska även kallats helveteskummin. Andra gamla svenska namn är svartklint, lille högmod och helvetesfrö. Ett äldre botaniskt namn är Cuminum nigrum. Ska ej förväxlas med Nigella damascena (jungfru i den gröna)  På bilden i taxoboxen finns båda arterna, N. sativa till vänster och N. damascena till höger.
På svenska kan fröna gå under benämningarna nigellafrön, kalonjifrön, svarta lökfrön, svartkummin, kalonji och vilda lökfrön.

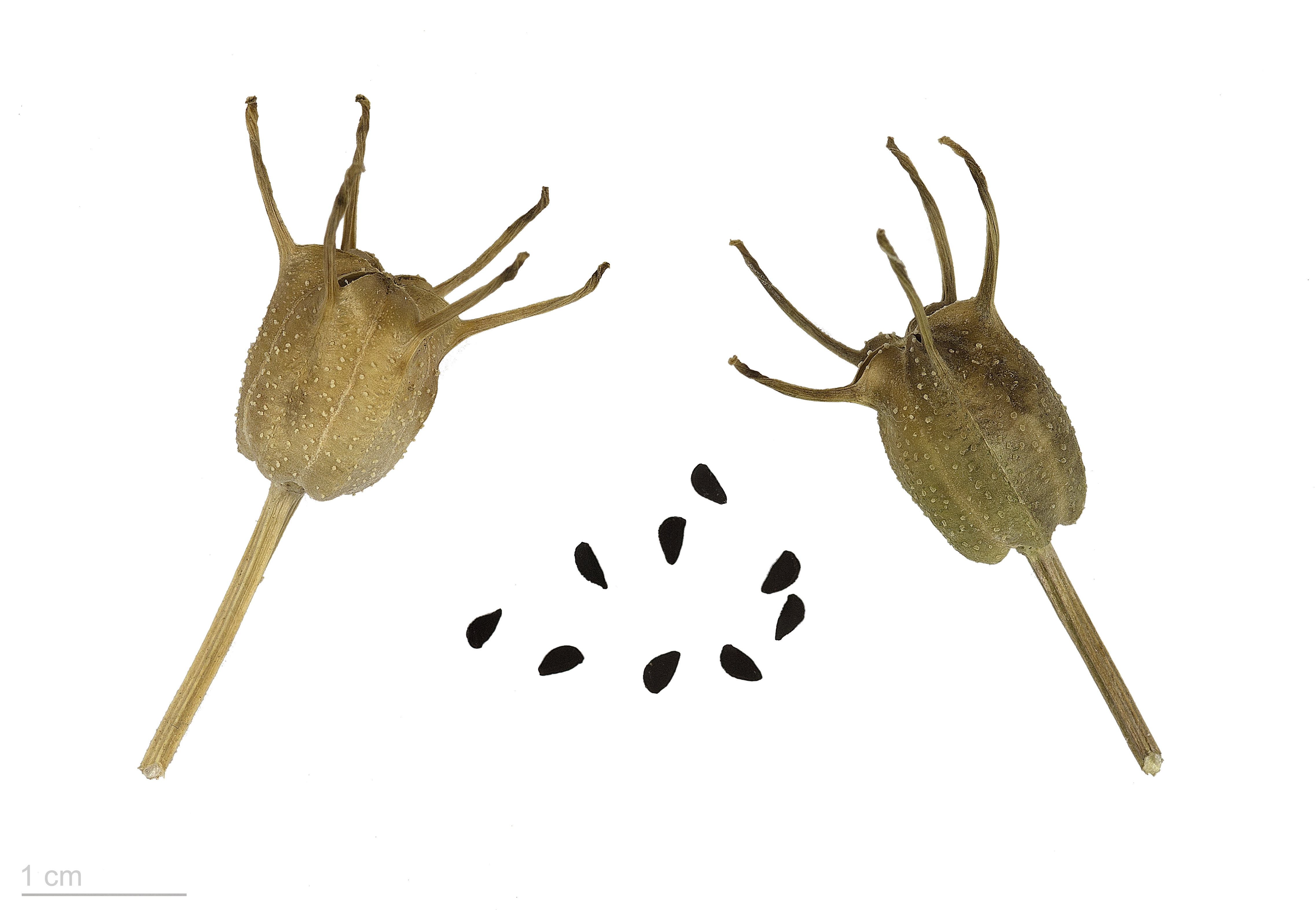
Nigella sativa

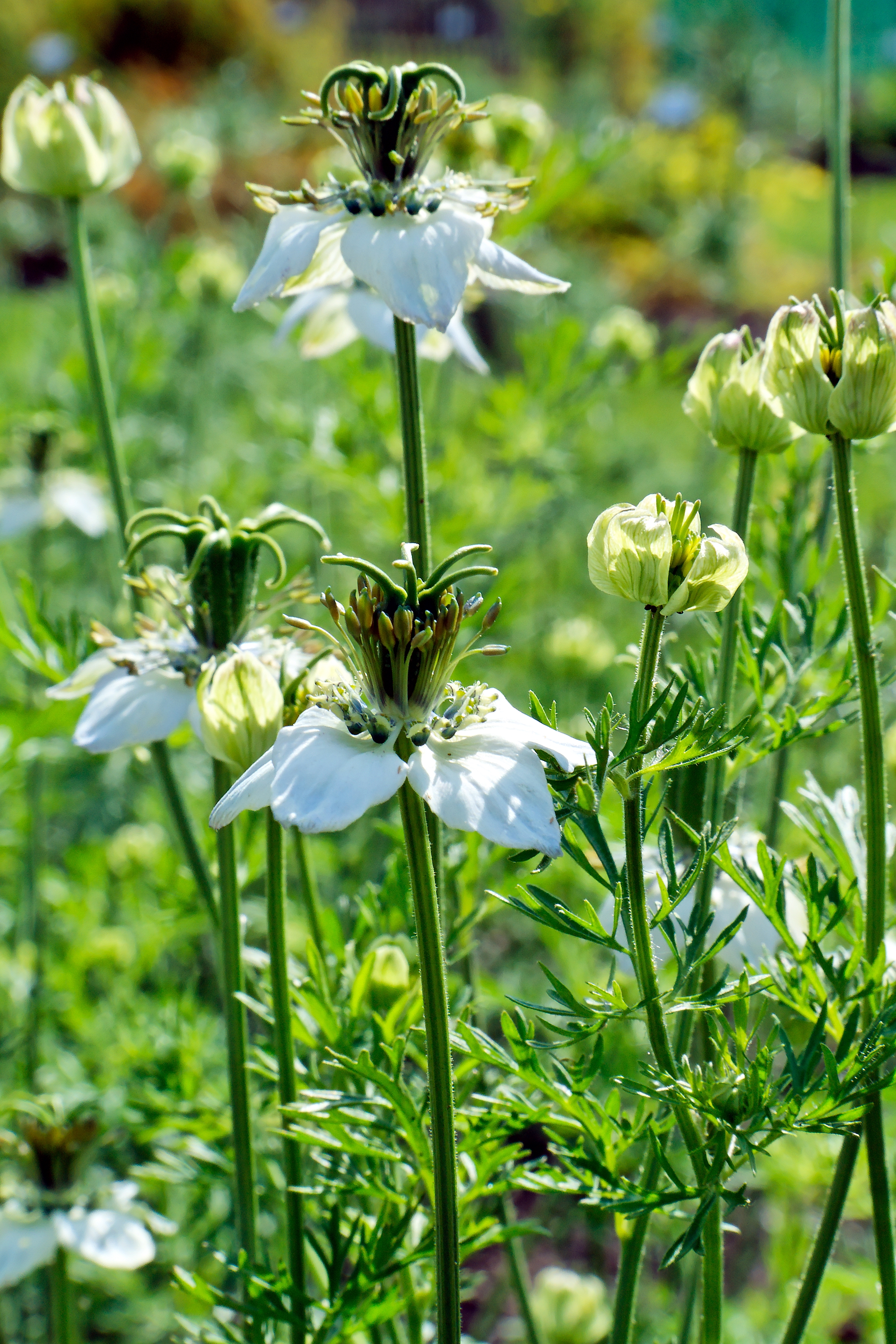
Nigella sativa har vita blommor.

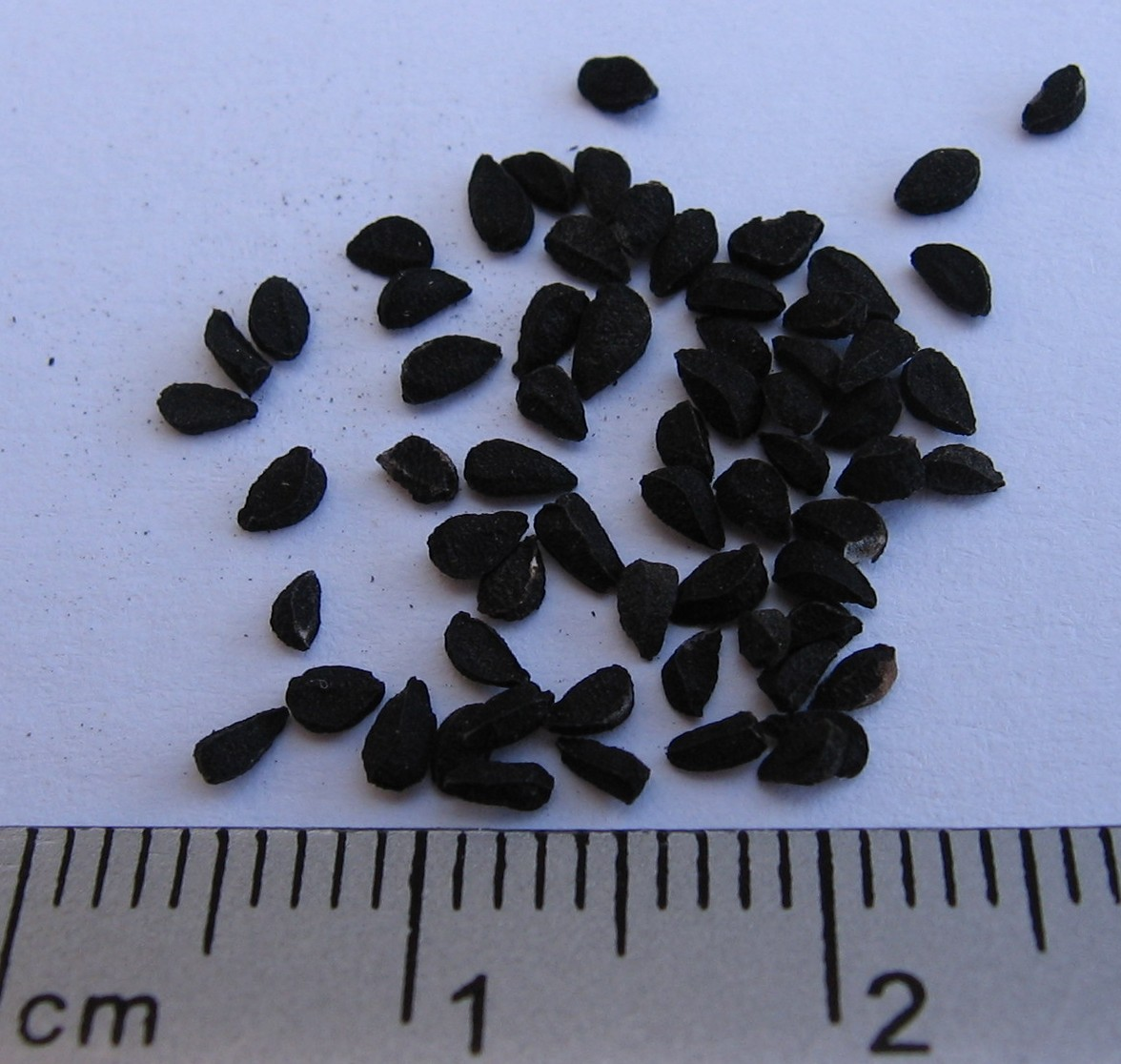
Nigella sativa-frön.

## Beskrivning
Svartkummin blir 20 till 30 centimeter hög och har raka, fint grenade blad. Blomman är fint byggd och oftast färgad i blekt blått eller vitt, med fem till tio kronblad. Frukten är en stor och uppsvälld frökapsel bestående av tre till sju förenade folliklar, var och en innehållande flera frön. Fröet används som krydda.

## Användning

### Kryddört och smaksättare
Svartkummin har en starkt bitter smak och lukt. Den används bland annat till konfektyr och att smaksätta likör. Fröna doftar fänkål och smakar som en kombination av peppar och muskot. Fröna används som del av kryddblandningen paanch phoran (= "fem kryddor") flitigt inom bengalisk matlagning, bland annat i naanbröd. I Turkiet används den som krydda till çörek-bullar. Detta bakverk finns även i en bosnisk variant – čurekot.

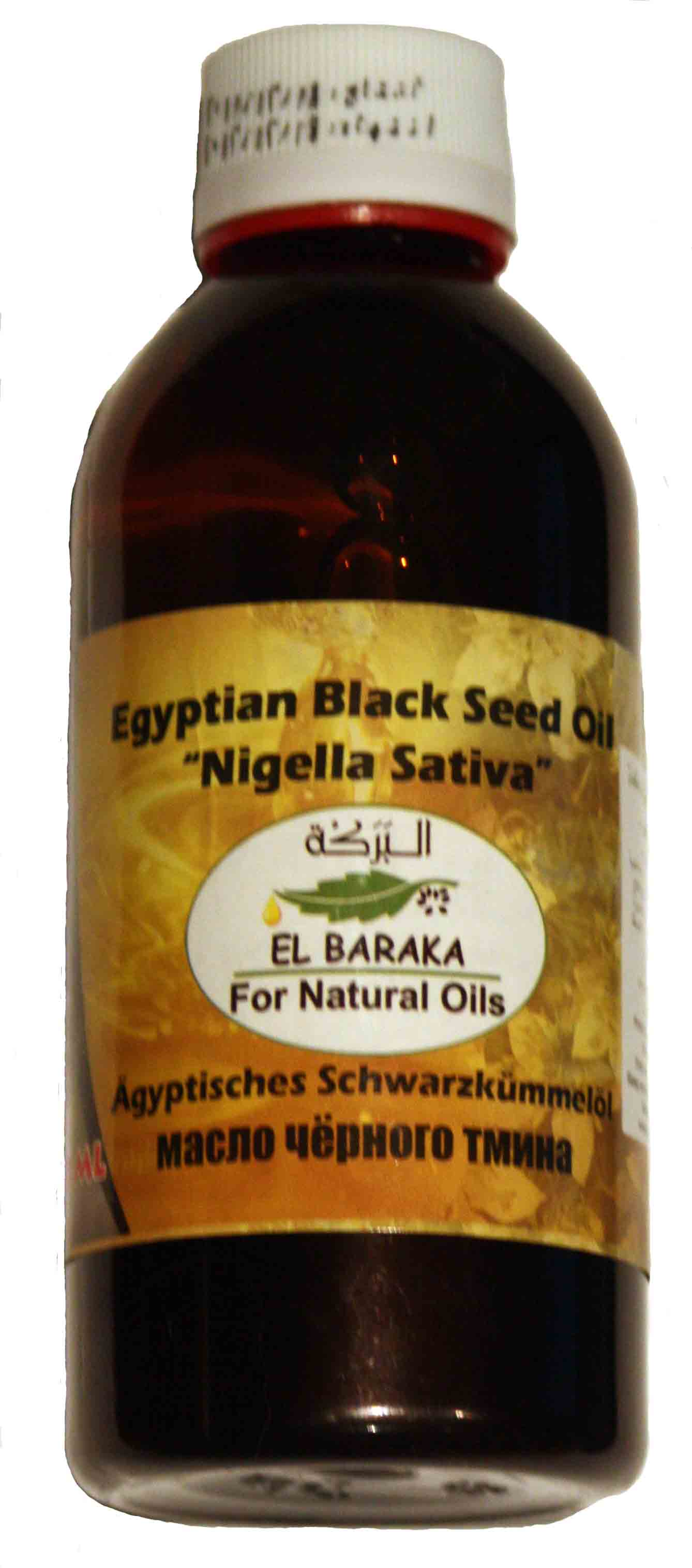
I Egypten har Nigella sativa en lång historia som medicinalört, vilket påverkat den moderna namngivningen.

## Medicinalväxt
I Mellanöstern har fröna använts som lindring vid astma, bronkit, reumatism och liknande inflammationssjukdomar. Svartkumminoljan har brukats mot eksem och andra hudåkommor. Den användes mycket i det forntida Egypten och odlades i England fram till 1600-talet.
Olja från svartkummin innehåller nigellone, som i studier visat sig skydda marsvin från histaminframkallade spasmer i bronkerna. Olja innehåller också melantin, nigillin, damascen och tanniner. Melantin är toxisk i stora doser och nigellin har bedövande effekt, så kryddan måste tas med moderation.

## Förväxlingsväxter
Svartkummin (Nigella sativa) ska inte blandas ihop med äkta svart kummin (Carum bulbocastanum), som den dock fungerar som kryddersättning för. I Indien används också spiskummin som substitut för svart kummin. De 3–4 mm långa fröna av svart kummin finns i pariga eller separata frökapslar. De har ett randigt mönster med nio stycken åsar och oljekanaler, är svarta och doftrika. I århundraden har de använts inom asiatisk och afrikansk medicin.